# كبلر-24c
كليبر 24 سي (بالإنجليزية: Kepler-24c)‏ الذي يرمز له بالرمز KOI-1102.01، هو كوكب خارج المجموعة الشمسية، في كوكبة القيثارة، يتبع Kepler-24 ‏.

## الاكتشاف
اكتشف في 25 يناير 2012.